# Tatort: Fürstenschüler
Fürstenschüler ist ein Fernsehfilm aus der Kriminalreihe Tatort der ARD, des ORF und SRF. Der Film wurde vom MDR produziert und am 17. Mai 1998 erstmals ausgestrahlt. Es handelt sich um die Tatort-Folge 387. Für den Kriminalhauptkommissar Bruno Ehrlicher (Peter Sodann) und seinen Kollegen Kain (Bernd Michael Lade) ist es der 16. Fall, den sie von Dresden aus ermitteln. Gedreht wurde auf dem Gelände des historischen Gymnasium St. Augustin in Grimma.

## Handlung
Eine Schülerin der Fürstenschule in Grimma wird tot in der Mulde treibend gefunden. Der Todeszeitpunkt lässt sich aufgrund der besonders kühlen Körpertemperatur nicht leicht bestimmen. Der wahrscheinlichste Zeitpunkt dürfte gegen 21 Uhr gewesen sein. Für diese Tatzeit haben alle Verdächtigen angeblich ein Alibi. Ehrlicher und Kain, die von Dresden nach Grimma zum Tatort fahren müssen, ermitteln.
Ehrlicher versucht zunächst, die Stelle am Fluss zu finden, an der Kerstin ins Wasser „geworfen“ wurde, was ihm auch gelingt. Nachdem sich herausstellt, dass Kerstin im zweiten Monat schwanger war, ergibt sich für die Ermittler auch ein Tatmotiv. Sie wollen durch einen groß angelegten DNA-Test bei Schülern und Lehrern den Vater des Kindes herausfinden. Das stößt jedoch auf Widerstand seitens der Lehrer, die um den guten Ruf der Schule besorgt sind. Trotzdem kann sich Ehrlicher mit seinem Vorhaben durchsetzen, und der Gymnasialschüler Frank wird als Vater ermittelt. Dieser gibt an, von der Schwangerschaft nichts gewusst zu haben und zur Tatzeit in der Bibliothek gewesen zu sein. Letzteres kann Kain widerlegen, und so gibt Frank am Ende zu, sich mit Kerstin getroffen zu haben. Dabei sei sie unglücklich ausgerutscht und in den Fluss gefallen. Ehe er festgenommen werden kann, flieht er. Noch am gleichen Abend wird er erschlagen auf einem Parkplatz in Grimma gefunden.
Ehrlicher und Kains Ermittlungen ergeben, dass Frank sich nichts aus Mädchen machte und offensichtlich ein Verhältnis mit Schuldirektor Hermann bestand. Kerstin hatte ihn lediglich auf einer Klassenfahrt „überrumpelt“, weil sie in ihn verliebt war, und nun meinte, ihn durch das Kind an sich binden zu können. Hermann wird festgenommen und verhört. Obwohl seine Rechtsanwältin darauf drängt, dass er keine Aussage macht, gibt er die Tat zu. Da er Frank mit einem Stein erschlagen haben will, weil er angeblich von ihm erpresst wurde, ist Ehrlicher klar, dass er jemanden deckt, denn das Tatwerkzeug war aus Metall. So stellt sich heraus, dass seine Ehefrau die Tat in der Hoffnung begangen hatte, ihren Mann so zurückzugewinnen. Sie wollte ferner sein Lebenswerk retten, das durch ein Bekanntwerden seines Verhältnisses zu einem Schüler in Gefahr war.

## Kritik
Die Kritiker der Fernsehzeitschrift TV Spielfilm vergaben für diesen Tatort die bestmögliche Wertung und schrieben, das Ermittlerteam zeige sich „in lakonischer Bestform“. Fazit: „Die Reifeprüfung für Sodann und Lade“.